# Els infants terribles
Els infants terribles (títol original en francès: Les Enfants terribles) és una novel·la escrita pel francès Jean Cocteau l'any 1929.
Els protagonistes són dos germans orfes, l'Elizabeth i en Paul, que s'aïllen completament de la resta del món. A mesura que es van fent grans, a poc a poc, van caient en una mena de bogeria. Aquest aïllament s'acaba trencant quan en Paul s'enamora d'una noia anomenada Agatha, que li recorda el seu amor d'infantesa Dargelos. Quan l'Elizabeth se n'assabenta, manipula en Gérard, enamorat d'ella, per fer que es casi amb l'Agatha. En Paul s'intenta suïcidar i confessa a l'Agatha l'amor que sent per ella.

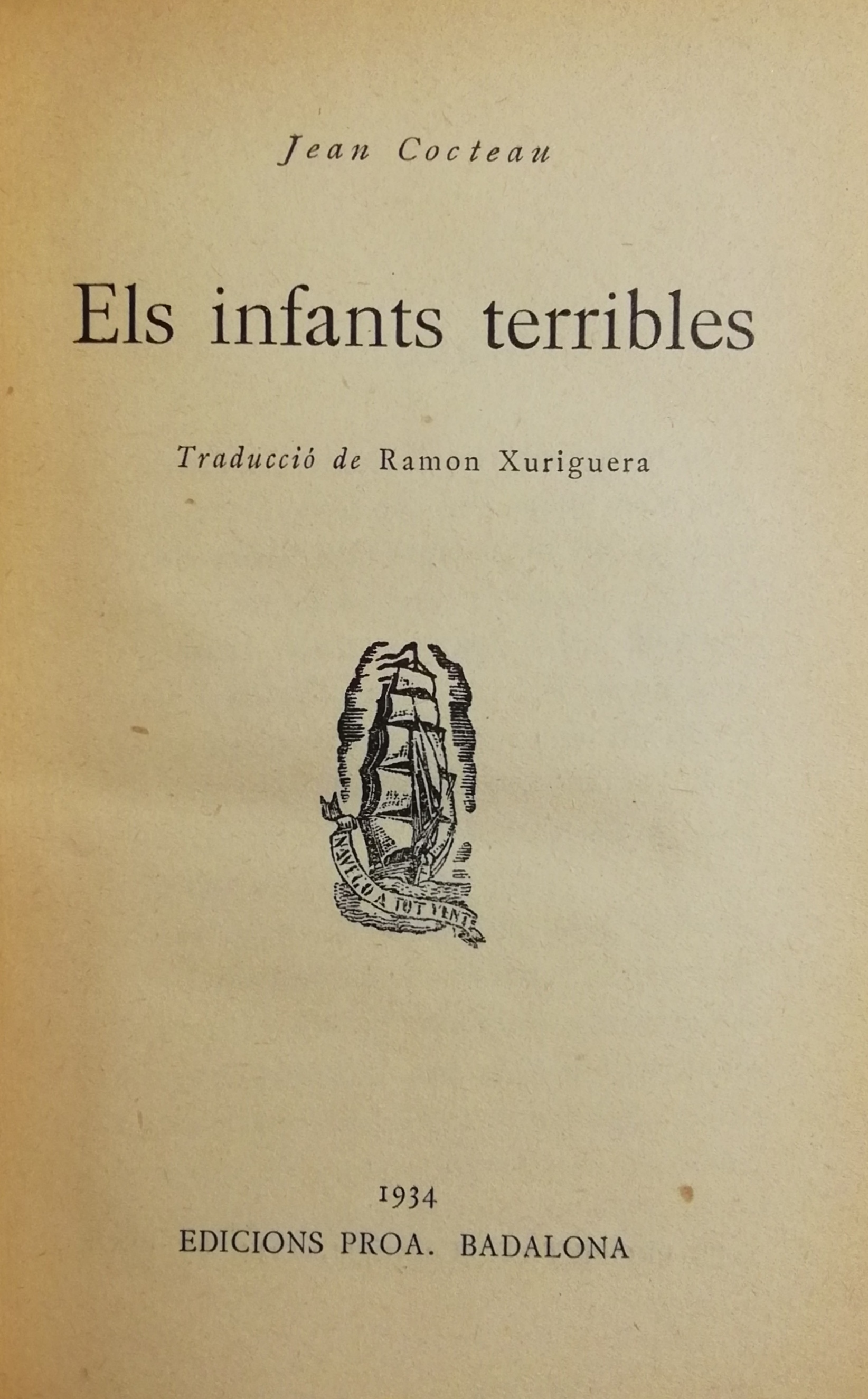
Els infants terribles de Jean Cocteau en la traducció catalana de 1934